# Еклога
Еклогата е сборник от закони, издаден през 726 година от император Лъв III. Състои се от 18 титула.
Създаден е въз основа на законите от времето на император Юстиниан I.
Разпространен е и сред южните славяни и в Русия.